# Mario Traversoni
Mario Traversoni (Codogno, 12 april 1972) is een voormalig Italiaans wielrenner. Zijn grootste overwinning boekte hij in de Ronde van Frankrijk van 1997. Hij was in een kopgroep weg met Jens Heppner en Bart Voskamp. Die hinderden elkaar zozeer in de eindsprint, dat ze allebei gediskwalificeerd werden. Zo mocht nummer drie Traversoni de bloemen in ontvangst nemen. Dat jaar werd hij ook derde in het puntenklassement.
Zijn beste resultaat na die etappewinst was waarschijnlijk zijn tweede plaats in het Italiaans kampioenschap op de weg in 1996.
In totaal boekte hij twaalf overwinningen, waarvan vijf in zeer kleine Portugese koersen in 2001.

## Overwinningen
1995
- 2e etappe Wielerweek van Bergamo

1997
- 5e etappe deel a Catalaanse Week
- 7e etappe Tirreno-Adriatico
- 19e etappe Ronde van Frankrijk

1998
- Clásica de Almería
- 2e etappe Ronde van Murcia

1999
- 3e etappe Sea Otter Classic

2001
- 3e etappe GP Matosinhos
- 1e etappe GP Philips
- 3e etappe GP Philips
- 1e etappe GP R.L.V.T.
- 5e etappe GP Sport Noticias

## Resultaten in voornaamste wedstrijden
| Jaar | Ronde van Italië | Ronde van Frankrijk | Ronde van Spanje |
| ---- | ---------------- | ------------------- | ---------------- |
| 1996 | opgave           | opgave              |                  |
| 1997 | opgave           | 100e (1)            |                  |
| 1998 |                  | 95e                 |                  |
| 1999 |                  |                     | 100e             |
| 2000 |                  |                     | opgave           |

| Jaar | Milaan-San Remo | Gent-Wevelgem | Parijs-Roubaix |
| ---- | --------------- | ------------- | -------------- |
| 1996 |                 | 12e           | 22e            |
| 1997 | 160e            |               |                |
| 1998 |                 |               |                |
| 1999 |                 |               |                |
| 2000 |                 |               |                |